# Departement des Harzes
Das Departement des Harzes (franz.: Département du Harz) war von 1807 bis 1813/1814 eine Verwaltungseinheit des Königreichs Westphalen. Dieses Departement blieb bis zu seiner Auflösung weitgehend unverändert.

## Geschichte
Das Departement des Harzes wurde am 24. Dezember 1807 aus Territorien gebildet, die bis zum Tilsiter Frieden zu Preußen und den von Napoleon aufgelösten Staaten Fürstentum Braunschweig-Wolfenbüttel und Kurfürstentum Hessen gehört hatten, nämlich den preußischen Besitzungen Fürstentum Eichsfeld, der Nordteil der Ganerbschaft Treffurt mit Treffurt, Vogtei Dorla, Grafschaft Hohenstein, Mühlhausen, Nordhausen und Benneckenstein, dem braunschweigischen Fürstentum Grubenhagen mit dem Stiftsamt Walkenried und aus hessischen Gebieten. Hauptort bzw. Hauptstadt des Departements war Heiligenstadt.
Das Departement des Harzes grenzte im Norden an das westphälische Departements der Oker, im Osten an das Saaledepartement, das Fürstentum Schwarzburg und die Länder des Königs und der Herzöge von Sachsen. Südlich grenzte es an herzoglich sächsische Länder und das Werradepartement sowie westlich an das Departement der Leine.
Zustand 1811:
Das Departement des Harzes umfasste etwa 58 Quadratmeilen, oder 160 Lieues (franz. Wegstunde), oder 1.967.343 Braunschweigische Morgen. Rechnet man die Quadratmeile zu 56 km², so ergibt sich eine Gesamtfläche von 3248 km².
Die Einwohnerzahl wurde zum 31. Dezember 1810 mit 201.031 angegeben. Sie lebten in 20 Städten, zwölf Marktflecken, drei Vororten, 290 Dörfern, 59 Weilern und 111 Einzelgebäuden mit insgesamt 34.081 Feuerstellen. Den 77.228 Stadtbewohnern standen 123.803 Landbewohner gegenüber.
Das Departement bestand aus vier Distrikten, 37 Kantonen, 286 Gemeinden, 36 Mairien und 37 Friedensgerichten. Der Appellationshof war in Cassel.
- Der Distrikt Heiligenstadt hatte 68.899 Einwohner und umfasste 1038 km2 in fünf Städten, einem Marktflecken, einem Vorort, 120 Dörfern, 17 Weilern und 24 Einzelgebäuden mit insgesamt 12.574 Feuerstellen oder in 13 Kantonen und 109 Gemeinden. Die Distrikthauptstadt war Heiligenstadt.
- Der Distrikt Duderstadt hatte 42.787 Einwohner und umfasste 516 km² in zwei Städten, zwei Marktflecken, 70 Dörfern, zehn Weilern und 15 Einzelgebäuden mit insgesamt 7641 Feuerstellen oder acht Kantonen und zehn Gemeinden. Die Distrikthauptstadt war Duderstadt.
- Der Distrikt Nordhausen hatte 46.033 Einwohner und umfasste 638 km2 in fünf Städten, drei Marktflecken, 79 Dörfern, 17 Weilern und 25 Einzelgebäuden mit insgesamt 7784 Feuerstellen oder in neun Kantonen und 78 Gemeinden. Die Distrikthauptstadt war Nordhausen.
- Der Distrikt Osterode hatte 43.312 Einwohner und umfasste 853 km² in acht Städten, sechs Bergflecken, zwei Vororten, 21 Dörfern, 15 Weilern und 47 Einzelgebäuden mit insgesamt 6056 Feuerstellen oder in sieben Kantonen und 29 Gemeinden. Die Distrikthauptstadt war Osterode.[2]

Das Königreich Westphalen war in Departements, die Departments in Distrikte, diese in Kantone und diese in Municipalitäten eingeteilt.
| Distrikt      | Kantone |
| ------------- | --- |
| Heiligenstadt | Heiligenstadt, Allendorf, Dachrieden, Dingelstädt, Dörna, Dorla, Ershausen, Gerbershausen, Großbartloff, Mühlhausen, Treffurt, Udra (Uder) und Wanfried. |
| Duderstadt    | Duderstadt, Beuren, Gieboldehausen, Niederorschel, Seulingen, Teistungen, Weißenborn und Worbis.                                                         |
| Nordhausen    | Nordhausen, Benneckenstein, Bleicherode, Wechsungen, Ellrich, Neustadt, Pützlingen, Pustleben und Sachsa.                                                |
| Osterode      | Osterode, Andreasberg, Clausthal, Herzberg, Lauterberg, Lindau und Zellerfeld.                                                                           |

## Präfektur

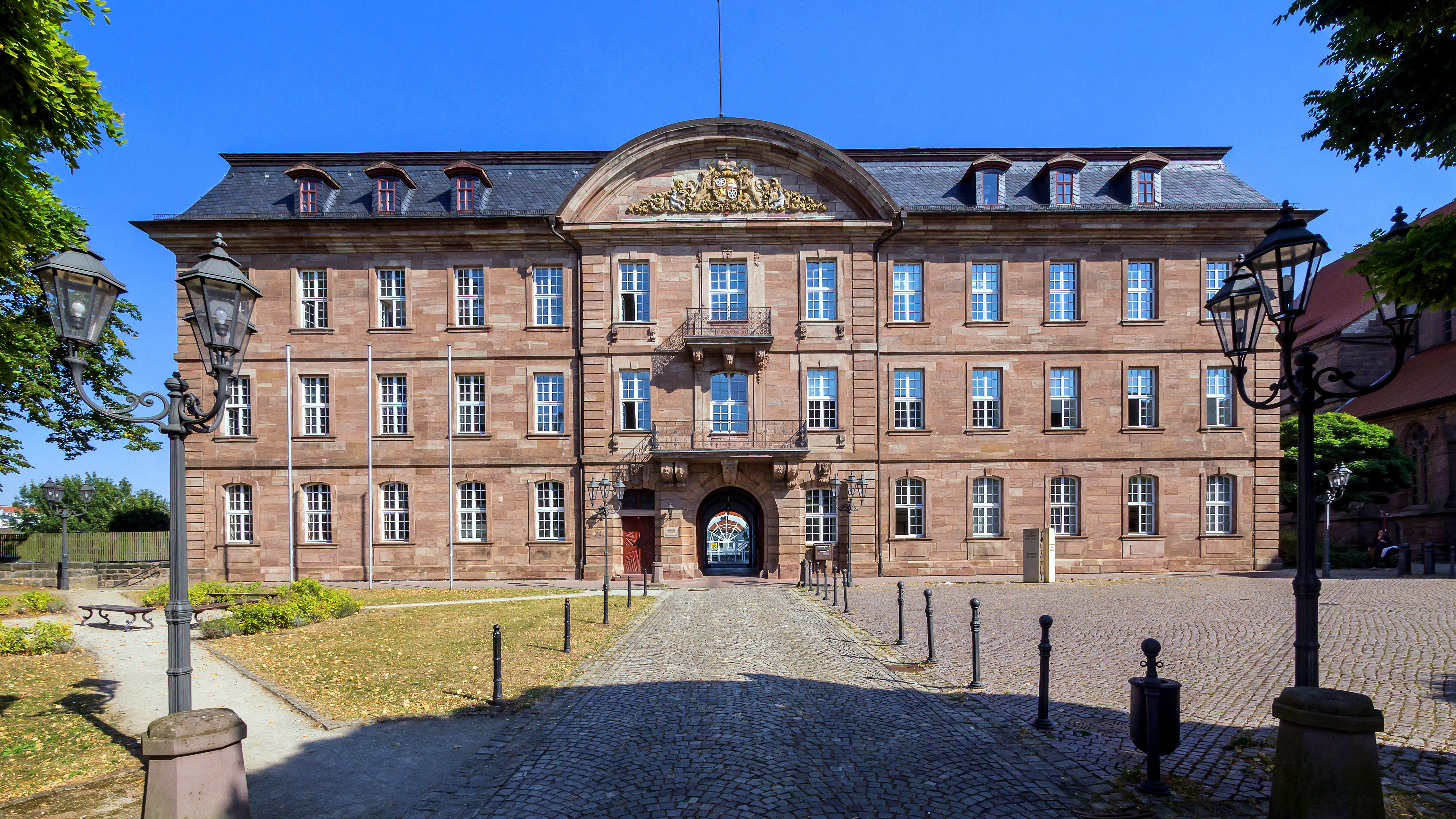
Der ehemalige Sitz der Präfektur; das um 1738 erbaute Kurmainzer Schloss in Heiligenstadt

Die Präfektur des Departements des Harzes befand sich in Heiligenstadt. Der erste Präfekt des Harzdepartements, Samuel Gottfried Borsche, war der vormalige Direktor der Kriegs- und Domänenkammer des Eichsfelds zu Heiligenstadt und ging nach Entlassungsgesuch im August 1809 in preußische Staatsdienste zurück. Sein Nachfolger, der Präfekt Burchhard von Bülow, wurde unterstützt durch den Generalsekretär Sombart(ehemaliger preußischer Kriegs- und Domänenrat zu Heiligenstadt) und dem Präfekturrat. Ihm gehörten die Herren Anton von Bodungen, von Flotho, Otto und Trümper (zugleich Friedensrichter zu Udra) an, 1811 schied Trümper aus. Auf Vorschlag des Finanzministers bekleidete Sombart ab 1809/1810 den Posten eines Generalinspekteurs der indirekten Steuern. Zudem tauchte ab 1808 ein Ludwig Doebel als Sekretär der Präfektur auf. Mitte August 1813 erschien der Unterpräfekt zu Osterode, August Heinrich Kuhlmeyer, aktenkundlich als neuer Präfekt zu Heiligenstadt.
Dem Departementsrat gehörten die Herren Ahrens, von Arnstedt, Stecker, Montag, Lamprecht, Koch, von Steinmetzen, Weber und von Wintzingerode an.
Unterpräfekten gab es in
- Duderstadt: der Präfekt Ernst Friedrich Wilhelm Kramer mit seinem Sekretär Haber,
- Osterode: der Präfekt August Heinrich Kuhlmeyer mit seinem Sekretär Kast(Dast), 1813 August Wilhelm Francke mit dem Sekretär Neuhaus und
- Nordhausen: der Präfekt von Georg Christian von Steinmetzen mit seinem Sekretär Cämmerer.[6]